# شهرستان ودنسکی
شهرستان ودنسکی (به لاتین: Vedensky District) یک منطقهٔ مسکونی در روسیه است که در چچن واقع شده‌است.